# Daemonorops affinis
Daemonorops affinis är en enhjärtbladig växtart som beskrevs av Odoardo Beccari.
Daemonorops affinis ingår i släktet Daemonorops och familjen Arecaceae. Inga underarter finns listade i Catalogue of Life.